# Gabriel Barylli
Gabriel Barylli (n. 31 mai 1957, Viena, Austria) este un scriitor, actor și regizor austriac.

## Filmografie selectivă

### Actor
- 1986 Mit meinen heißen Tränen, regia Fritz Lehner (film TV) : Moritz von Schwind
- 1987 Das weite Land, regia Luc Bondy : Otto
- 1990 Butterbrot : Martin

- 1995 Franțuzoaica (Une femme française), regia Régis Wargnier

### Regizor
- 1990 Butterbrot, regie și scenariu
- 1995 Honigmond, regie și scenariu
- 1999 Wer liebt, dem wachsen Flügel, regie și scenariu